# Libythea minomoensis
Libythea minomoensis är en fjärilsart som beskrevs av  1936. Libythea minomoensis ingår i släktet Libythea och familjen praktfjärilar. Inga underarter finns listade i Catalogue of Life.